# Seznam vojaških kratic na P
To je seznam vojaških kratic, ki se prično s črko P.

## Seznam
- PAC (angleško PATRIOT Advanced Capability) je kratica, ki označuje Patriotove modernizirane sposobnosti.
- PAK (nemško Panzerabwehrkanone) je vojaška kratica, ki označuje Protioklepni top.
- PaK
- PARCS (angleško Perimeter Acquisition Radar Attack Characterization System) je kratica, ki označuje Perimetrski akvizicijski radarski sistem za karakterizacijo napada.
- PATRIOT (angleško Phased Array Track to Intercept on Target) je kratica, ki označuje Fazno sledenje do prestrega tarče.
- PAWE PAWS (angleško Perimeter Acquisition Vehicle Entry Phased-Array Weapons System).
- PB je slovenska vojaška kratica, ki označuje Pehotni bataljon.
- PDRIU je slovenska vojaška kratica, ki označuje Poveljstvo za doktrino in razvoj, izobraževanje in usposabljanje Slovenske vojske.
- PEM je slovenska vojaška kratica, ki označuje Posebna enota milice.
- PFLOAG (angleško People's Front for the Liberation of the Occupied Arabian Gulf) označuje Ljudska fronta za osvoboditev okupiranega Arabskega zaliva.
- PG
- Pi.
- PIM (francosko Prisonniers Internés Militaires) označuje Internirani vojaški zaporniki.
- PIR (angleško Parachute Infantry Regiment) označuje Padalski pehotni polk.
- Pi.Sch.
- PJI (angleško Parachute Jump Instructor) označuje Padalski inštruktor.
- Pkw.
- PL
- PLT je slovenska vojaška kratica, ki označuje Protiletalski top.
- PM je slovenska vojaška kratica, ki označuje Protiletalski mitraljez.
- POKB je slovenska vojaška kratica, ki označuje Protioklepni bataljon.
- PORS je slovenska vojaška kratica, ki označuje Protioklepni raketni sistem.
- POVRS
- POW (angleško Prisoner of War) označuje Vojni ujetnik.
- PPSV je slovenska vojaška kratica, ki označuje Pokrajinsko poveljstvo Slovenske vojske.
- PSD je slovenska vojaška kratica, ki označuje Protispecialno delovanje.
- PŠTO je slovenska vojaška kratica, ki označuje Pokrajinski štab Teritorialne obrambe.
- PT
- PV
- Pz.
- Pz.Bef.Wg.
- Pz.E.L.
- Pz.Fz.Kdo.
- Pz.Gr.
- Pz.Inst.Abt.
- Pz.Jäg.
- Pz.Jg.
- Pz.Kpfw. (nemško Panzer Kampfwagen) je vojaška kratica, ki označuje Oklepno bojno vozilo.
- PzM je slovenska vojaška kratica, ki označuje Partnerstvo za mir.